# Jonas Hector
Jonas Hector (ur. 27 maja 1990 w Saarbrücken) – niemiecki piłkarz, który występował na pozycji obrońcy.
W latach 2014–2020 reprezentant Niemiec. Uczestnik Mistrzostw Europy 2016 oraz Mistrzostw Świata 2018.

## Kariera klubowa
Latem 2010 roku Hector opuścił swój dotychczasowy klub, SV Auersmacher, i przeniósł się do 1. FC Köln. Początkowo występował tylko w drużynie do lat 21, jednak w 2012 roku ówczesny menadżer, Holger Stanislawski, zdecydował się przesunąć go do kadry pierwszego zespołu. 18 sierpnia 2012 roku Hector oficjalnie zadebiutował w barwach Köln podczas wygranego 2:1 spotkania Pucharu Niemiec ze SpVgg Unterhaching. Nieco ponad tydzień później, 27 sierpnia, rozegrał swoje pierwsze ligowe spotkanie, wychodząc w podstawowym składzie na przegrany 0:2 mecz z Erzgebirge Aue. 4 listopada 2013 roku podczas wygranego 4:0 spotkania z Unionem Berlin zdobył swoją pierwszą bramkę dla Köln. W kwietniu 2014 roku przedłużył o cztery lata swoją umowę z klubem, a następnie 23 sierpnia 2014 oficjalnie zadebiutował w niemieckiej ekstraklasie podczas zremisowanego 0:0 meczu z Hamburgerem SV. 4 października 2014 roku zanotował pierwsze trafienie w 1. Bundeslidze w przegranym 2:3 spotkaniu z Eintrachtem Frankfurt.

## Kariera reprezentacyjna
7 listopada 2014 roku Hector otrzymał swoje pierwsze powołanie do reprezentacji Niemiec. Selekcjoner Joachim Löw umieścił go w kadrze na mecz eliminacji do Mistrzostw Europy 2016 z Gibraltarem oraz towarzyskie spotkanie z Hiszpanią.

## Sukcesy

### Niemcy
- Puchar Konfederacji: 2017

### 1. FC Köln
- 2. Fußball-Bundesliga: 2013/14, 2018/19
- Uczestnik Ligi Europy: 2017/18